# Let's Go! (ORIGINAL LOVEの曲)
『Let's Go!』（レッツ・ゴー）は、1993年7月にリリースされた、ORIGINAL LOVEの12インチ・シングル。

## 解説
「Let's Go!」は、1993年6月にリリースされたアルバム『EYES』収録曲。アルバムからのシングル・カットだが、コーダのフルートが終止まで入り、エンディングが10秒ほど長い。このロング・ヴァージョンはアーティスト非監修のベスト・アルバム『The Very Best of ORIGINAL LOVE』に収録されたほか、アーティスト非監修のボックス・セット『COLOR CHIPS ORIGINAL LOVE LEGEND 1991-1994』の“ORANGE”にも、アナログ盤と同じロング・ヴァージョンが収録されている。
「Let's Go! (Cosmo-Phase Mix)」は本盤リリース時、アルバム未収録。後にアルバム『SUNNY SIDE OF ORIGINAL LOVE』に収録されるが、本盤では収録されている、曲終了後に続けて約10秒ほど入る信号音がカットされている。
本盤は1993年7月、『EYES』リリースに合わせて行われた全国ツアーの会場、および一部の大手CDストアにて限定販売された。

## パッケージ、アートワーク
レコードはレッド・ヴァイナル仕様。本盤にはジャケットはなく、レコードのレーベルもA面に曲名は書かれておらず、B面に両面の曲目が記載されている。

## 収録曲

### SIDE A
1. Let's Go!
  - 作詞 · 作曲：田島貴男、編曲：オリジナル・ラヴ
  - WIZ WONDERLAND「JACKET & BLOUSON '93 AUTUMN & WINTER FAIR」/「KNIT '93 AUTUMN & WINTER FAIR」CMソング

### SIDE B
1. Let's Go! (Cosmo-Phase Mix By T.Mori)

## レコーディング・メンバー

### Let's Go!
| ORIGINAL LOVE                                            |
| 田島貴男：ヴォーカル、コーラス、ギター、エレキ・シタール |
| 宮田繁男：ドラムス                                       |
| 木原龍太郎：キーボード                                   |
| 森宣之：サックス、フルート                               |
| 村山孝志：ギター                                         |
|                                                          |
| パーカッション：三沢またろう                             |
| トランペット：数原晋                                     |
| トロンボーン：平岡保夫                                   |
| テナー・サックス：Jake.H.Conception                      |
| ヴィブラフォン：金山功                                   |

### Let's Go! (Cosmo-Phase Mix)
| Remix & Additional Production：森俊彦 |

## 「Let's Go!」カバー
| アーティスト | 収録作品（初出のみ）                       | 発売日        | 規格          | 品番                                       | 備考                                                                        |
| ------------ | ------------------------------------------ | ------------- | ------------- | ------------------------------------------ | --------------------------------------------------------------------------- |
| 椎名林檎     | What a Wonderful World with Original Love? | 2021年9月29日 | - CD+DVD - CD | - VIZL-1940【完全生産限定盤】 - VICL-65564 |                                                                             |
| 椎名林檎     | What a Wonderful World with Original Love? | 2023年4月12日 | 2LP           | NJS-766~7                                  | - Remastered & Cutting by 小鐡徹 (JVC MASTERING CENTER) - 限定1,000枚プレス |